# Năruja
Năruja è un comune della Romania di 1 940 abitanti, ubicato nel distretto di Vrancea, nella regione storica della Moldavia. 
Il comune è formato dall'unione di 4 villaggi: Năruja, Podu Nărujei, Podu Stoica, Rebegari.